# Uomini contro
Uomini contro è un film del 1970 diretto da Francesco Rosi, liberamente ispirato al romanzo di Emilio Lussu Un anno sull'Altipiano e ambientato nella prima guerra mondiale. L'opera, di impronta pacifista e antiautoritaria, mette in luce la follia della guerra e descrive impietosamente l'impreparazione e l'arroganza dei comandanti militari italiani. Il regista Francesco Rosi ha dichiarato: 
(Francesco Rosi)

## Trama
Ambientato nell'Altopiano di Asiago durante la prima guerra mondiale, intorno al 1916, il film è incentrato in particolare sul tentativo di riconquista del Monte Fior da parte degli italiani che lo avevano inizialmente abbandonato e lasciato in mano all'esercito austro-ungarico, il quale vi dispone un'inespugnabile fortezza. Esso ripercorre le vicende della divisione, comandata dal generale Leone alla riconquista della montagna, nella quale presta servizio il giovane tenente Sassu, ex studente universitario interventista fattosi trasferire dal Trentino, alle dirette dipendenze del tenente della compagnia Ottolenghi, veterano disilluso della guerra e con idee socialiste, con cui in diverse occasioni si opporrà agli ordini inutili o inutilmente punitivi dei superiori, fino a trovare la morte durante l'ennesimo, vano attacco per la riconquista del Monte Fior.
Il tenente Sassu, durante i mesi di permanenza al fronte, è testimone dell'impreparazione dell'Alto Comando, della inadeguatezza degli armamenti, dei tentativi di ribellione dei soldati che, stanchi e stremati dal prolungarsi dei combattimenti, reclamano il riposo e il cambio, repressi con le decimazioni; delle speculazioni sulla produzione degli equipaggiamenti e del dramma continuo che si consuma nella guerra di trincea, fino a ribellarsi alla follia del maggiore Malchiodi, che pretende di fucilare un soldato ogni dieci, considerando ribellione la fuga disordinata degli uomini che cercano di sottrarsi al tiro troppo corto dell'artiglieria italiana.
Il maggiore è poi ucciso dai soldati, incoraggiati dal rifiuto del tenente Sassu a eseguire l'ordine, ed egli risponde personalmente del comportamento degli uomini con la morte per fucilazione, non prima di avere chiesto la grazia per i suoi soldati «che hanno già subito la decimazione in battaglia».

## Produzione
Il film, per le forti resistenze incontrate, fu girato in Jugoslavia, al Centralni Filmski Studio Kosutnjak di Belgrado.

## Critica
L'inumanità del conflitto è enfatizzata dagli ordini ridicoli del generale, tra i quali la sortita di alcuni soldati per creare varchi nei reticolati nemici, protetti da una pesantissima e inefficace corazza di ferro (che lascia indifese braccia e gambe), immediatamente falciati dalle mitragliatrici austriache.
Benché illustri fedelmente alcune scene del libro, il film fu accusato di faziosità e di esasperazione degli elementi drammatici; Mario Rigoni Stern, in una prefazione all'edizione Einaudi di Un anno sull'Altipiano, rivela che Emilio Lussu, dopo aver visto il film, ne sottolineò la distanza dalla sua esperienza e dal libro: «... tu lo sai, in guerra qualche volta abbiamo anche cantato...».
Rosi dal canto suo replicò: «La guerra che Lussu descriveva non era una guerra di popolo, era una guerra con delle logiche di classe molto forti. Così abbiamo costruito questa sceneggiatura mettendo in rilievo personaggi che dovevano rappresentare una diversa ottica (...). Tutti i personaggi finiscono per rappresentare un certo livello di coscienza politica: il socialista, il monarchico, il giovane borghese interventista. In questo mi sono spinto molto più avanti di Lussu, ho accentuato delle cose che nel suo libro c'erano, ma non così chiare, perché il film è fatto dopo tanti anni dal libro con una coscienza diversa degli avvenimenti».
Non si possono non notare, per via degli argomenti, delle ambientazioni e dei temi, similitudini tra il film di Rosi e Orizzonti di gloria di Stanley Kubrick, nel quale l'esercito protagonista è quello francese. Anche in questo film, infatti, si evidenzia l'insensatezza degli ordini di alcuni alti ufficiali e il ricorso a fucilazioni e decimazioni contro i soldati renitenti. Come capitò al film di Rosi in Italia, Orizzonti di gloria ebbe problemi in Francia e poté essere visto solo a metà degli anni settanta.